# 玛丽·卡尔
玛丽·卡尔（英語：Mary Karr，1955年1月16日—）是一位来自德克萨斯州东部的美国诗人、散文家和回忆录作家。 卡尔是雪城大學英语文学教授。 

## 个人生活
卡尔曾与诗人迈克尔·米尔本（ Michael Milburn）结婚。兩人婚姻維持13年。後來離婚。就在她离婚后不久，她开始与作家大卫·福斯特·华莱士约会。後來大卫·福斯特·华莱士開始變得暴躁，甚至朝卡尔身上丟咖啡桌，並且騷擾卡爾的兒子。
虽然卡尔已皈依天主教，但她的一些观点与天主教不一致，比如卡尔支持堕胎，并主张女性也應該担任神职人员。她還支持女性主義。